# الجليل الأسفل

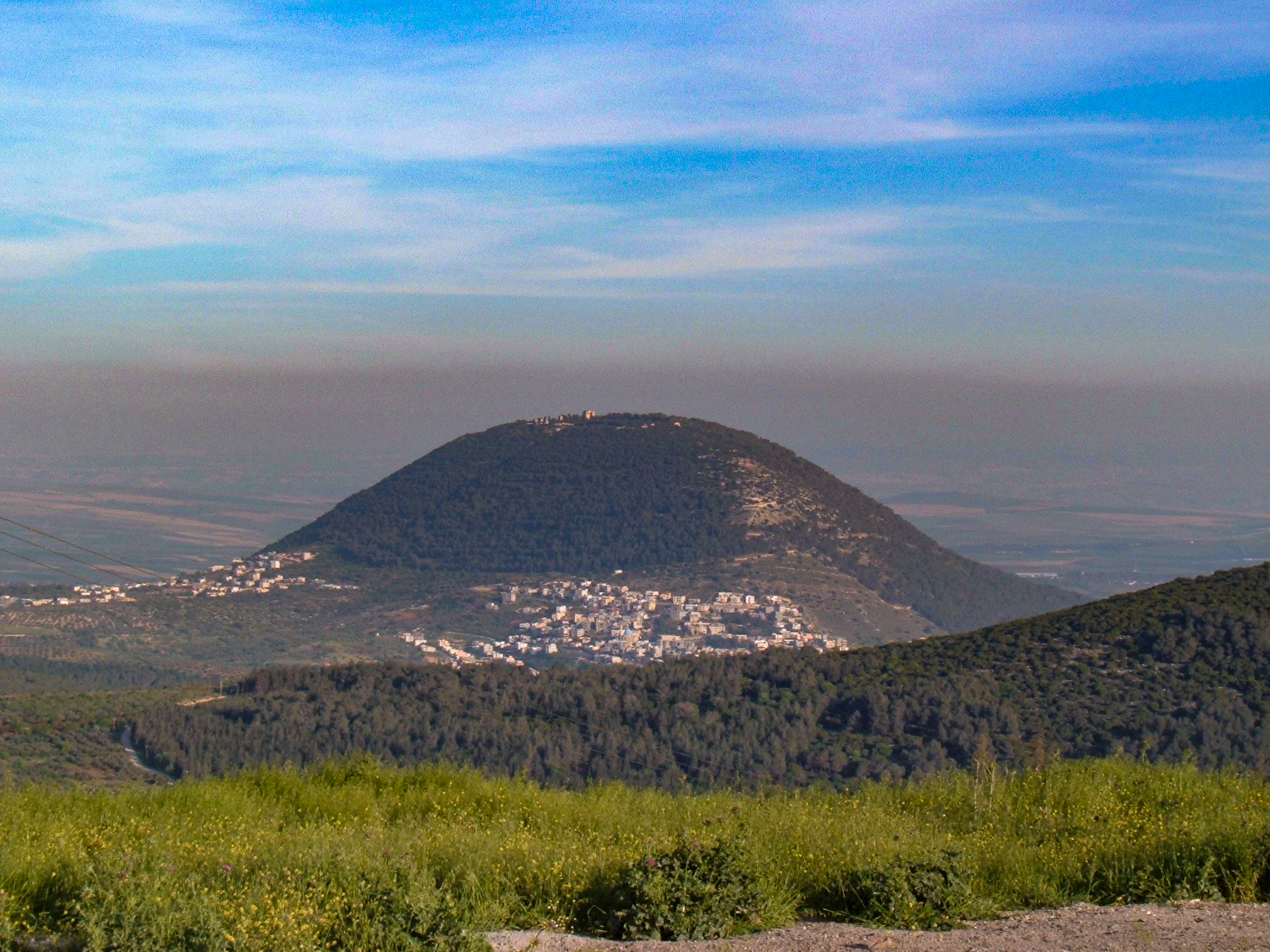
جبل الطور في الجليل الاسفل

منطقة الجليل الأسفل هي الجزء الجنوبي لمنطقة الجليل تقع شمال فلسطين، تعتبر امتدادا لسلسلة الجبل المركزية في البلاد. ويظهر فيه التنوع في المناظر الطبيعية وجبال عالية مثل: جبل حزورة (حذور) على ارتفاع 584 م وجبل الطور (588 م). وسهول مترامية الأطراف مثل: سهل البطوف وسهل سخنين. وهضاب بازلتية مثل: هضبة سيرين. وتلال مستديرة مثل: تلال شفا عمرو.

## الحدود
يمتد الجليل الأسفل بين سهل مجد الكروم في الشمال ومرج ابن عامر في الجنوب، أما في الشرق فيحدّ الجليل الأسفل بحيرة طبريا  وغور الأردن. أما في الجهة الغربية فيحدّه مرج ابن عامر والسهل الساحلي. متعارف عليه تقسيم الجليل الأسفل لقسم «شرقي»، «مركزي» و«غربي».